# كينيدي بيكر
كينيدي بيكر (بالإنجليزية: Kennedy Baker)‏ هي لاعبة جمباز فني أمريكية، ولدت في 10 مايو 1996 في جيرمانتاون في الولايات المتحدة.

## وصلات خارجية
- كينيدي بيكر على موقع الاتحاد الدولي للجمباز (biography) (الإنجليزية)
- كينيدي بيكر على موقع الاتحاد الأمريكي للجمباز (الإنجليزية)